# Anna d'Asburgo (duchessa di Baviera 1528)
Anna d'Asburgo, arciduchessa d'Austria (Praga, 7 luglio 1528 – Monaco di Baviera, 16 ottobre 1590), era un membro della Casa d'Asburgo.

## Biografia
Anna era la figlia dell'imperatore Ferdinando I, e di sua moglie, Anna Jagellone. I suoi nonni paterni erano Filippo I di Castiglia e sua moglie la regina Giovanna I. I suoi nonni materni erano il re Vladislao II di Boemia e la sua terza moglie Anna di Foix-Candale.

## Matrimonio
Fin da bambina venne promessa in sposa a vari pretendenti, dapprima al principe Teodoro di Baviera poi a Carlo II d'Orléans, ma entrambi morirono prima che le nozze potessero essere celebrate.
Infine, il 4 luglio 1546 a Ratisbona, all'età di diciassette anni, Anna sposò il duca Alberto V di Baviera, fratello di Teodoro, con una dote di 50.000 talleri. Questo matrimonio era parte di una rete di alleanze in cui suo zio, l'imperatore Carlo V, sperava di assicurarsi il sostegno del duca Guglielmo prima di imbarcarsi nelle Guerra di Smalcalda.
Infatti, il duca Guglielmo, pur rimanendo formalmente neutrale, concesse il passaggio delle truppe imperiali per marciare contro le forze della Lega di Smalcalda che assediarono la fortezza di Ingolstadt.
Anna ed Alberto ebbero sette figli:
- Carlo (7 settembre 1547-7 dicembre 1547);
- Guglielmo V di Baviera (29 settembre 1548–7 febbraio 1626)
- Ferdinando (20 gennaio 1550–30 gennaio 1608);
- Maria Anna (21 marzo 1551–29 aprile 1608), sposò l'arciduca Carlo II d'Austria;
- Massimiliana (4 luglio 1552–11 luglio 1614);
- Federico (26 luglio 1553–18 aprile 1554);
- Ernesto (17 dicembre 1554–17 febbraio 1612), arcivescovo di Colonia.

Fino all'ascesa al trono di Alberto, la coppia visse nel Castello del Trausnitz a Landshut. 
Anna ed Alberto di Baviera esercitarono una grande influenza sulla vita intellettuale della propria città di residenza, come attestato dal loro sostanziale sostegno finanziario e dalla fondazione di vari musei, cosa che accrebbe la reputazione di Monaco come città d'arte. 
I Duchi sostennero anche il pittore Hans Mielich, portarono alla propria corte Orlando di Lasso, e contribuirono con la loro collezione di libri a costituire il primo nucleo della Biblioteca di Stato bavarese. Descritta come donna pia, Anna sostenne il convento cattolico di Vadstena in Svezia con cospicui doni in denaro, e fu ritenuta una sostenitrice dell'Ordine Francescano. Nel Nuovo Castello di Monaco, Anna partecipò inoltre alla rigida educazione di suo nipote, il futuro Principe Elettore Massimiliano I di Baviera. Per la Duchessa, amante dell'arte, venne costruito, dentro la Residenza il cosiddetto Witwenbau, in cui Anna risiedette e tenne la propria corte, dalla morte del marito nel 1579 fino alla propria morte, con una rendita vedovile di 200.000 fiorini.
Come diretto discendente dell'Arciduchessa Anna, il futuro Imperatore Carlo VII Alberto fondò la sua pretesa al trono asburgico. Egli fece infatti riferimento alla volontà dell'imperatore Ferdinando I, che aveva stabilito che, qualora si fosse pervenuti all'estinzione del ramo maschile della propria famiglia, l'eredità asburgica avrebbe dovuta essere attribuita ai discendenti maschili di Anna. Tale disposizione era stata anche inserita nel contratto di matrimonio di Anna ed Alberto, in cui si specificava che la scomparsa del ramo degli Asburgo di Spagna, dovesse esser devoluto ai discendenti di sesso maschile dell'Arciduchessa Anna i domini ereditari austriaci, la Boemia, la Moravia, la Slesia e l'Ungheria.

## Ascendenza
|                        |                        |                            | Genitori                  |  |  | Nonni |  |  | Bisnonni                 |  |  | Trisnonni              |  |
|                        |                        |                            |                           |  |  |       |  |  | Massimiliano I d'Asburgo |  |  | Federico III d'Asburgo |  |
|                        |                        |                            |                           |  |  |       |  |  | Massimiliano I d'Asburgo |  |  | Federico III d'Asburgo |  |
|                        |                        | Eleonora d'Aviz            |                           |  |  |       |  |  | Massimiliano I d'Asburgo |  |  |                        |  |
| Filippo                |                        |                            |                           |  |  |       |  |  | Massimiliano I d'Asburgo |  |  |                        |  |
|                        |                        | Maria di Borgogna          | Carlo I di Borgogna       |  |  |       |  |  |                          |  |  |                        |  |
|                        |                        | Maria di Borgogna          | Carlo I di Borgogna       |  |  |       |  |  |                          |  |  |                        |  |
|                        |                        | Maria di Borgogna          | Isabella di Borbone       |  |  |       |  |  |                          |  |  |                        |  |
| Ferdinando I d'Asburgo |                        | Maria di Borgogna          |                           |  |  |       |  |  |                          |  |  |                        |  |
|                        |                        | Ferdinando II d'Aragona    | Giovanni II d'Aragona     |  |  |       |  |  |                          |  |  |                        |  |
|                        |                        | Ferdinando II d'Aragona    | Giovanni II d'Aragona     |  |  |       |  |  |                          |  |  |                        |  |
|                        |                        | Ferdinando II d'Aragona    | Giovanna Enríquez         |  |  |       |  |  |                          |  |  |                        |  |
| Giovanna di Castiglia  |                        | Ferdinando II d'Aragona    |                           |  |  |       |  |  |                          |  |  |                        |  |
|                        |                        | Isabella di Castiglia      | Giovanni II di Castiglia  |  |  |       |  |  |                          |  |  |                        |  |
|                        |                        | Isabella di Castiglia      | Giovanni II di Castiglia  |  |  |       |  |  |                          |  |  |                        |  |
|                        |                        | Isabella di Castiglia      | Isabella del Portogallo   |  |  |       |  |  |                          |  |  |                        |  |
| Anna d'Asburgo         |                        | Isabella di Castiglia      |                           |  |  |       |  |  |                          |  |  |                        |  |
|                        | Casimiro IV di Polonia | Ladislao II di Polonia     |                           |  |  |       |  |  |                          |  |  |                        |  |
|                        | Casimiro IV di Polonia | Ladislao II di Polonia     |                           |  |  |       |  |  |                          |  |  |                        |  |
|                        | Casimiro IV di Polonia | Sofia Alšėniškė            |                           |  |  |       |  |  |                          |  |  |                        |  |
| Ladislao II di Boemia  | Casimiro IV di Polonia |                            |                           |  |  |       |  |  |                          |  |  |                        |  |
|                        |                        | Elisabetta d'Asburgo       | Alberto II d'Asburgo      |  |  |       |  |  |                          |  |  |                        |  |
|                        |                        | Elisabetta d'Asburgo       | Alberto II d'Asburgo      |  |  |       |  |  |                          |  |  |                        |  |
|                        |                        | Elisabetta d'Asburgo       | Elisabetta di Lussemburgo |  |  |       |  |  |                          |  |  |                        |  |
| Anna Jagellone         |                        | Elisabetta d'Asburgo       |                           |  |  |       |  |  |                          |  |  |                        |  |
|                        |                        | Gastone II di Foix-Candale | Giovanni di Foix-Candale  |  |  |       |  |  |                          |  |  |                        |  |
|                        |                        | Gastone II di Foix-Candale | Giovanni di Foix-Candale  |  |  |       |  |  |                          |  |  |                        |  |
|                        |                        | Gastone II di Foix-Candale | Margaret de la Pole       |  |  |       |  |  |                          |  |  |                        |  |
| Anna di Foix-Candale   |                        | Gastone II di Foix-Candale |                           |  |  |       |  |  |                          |  |  |                        |  |
|                        |                        | Caterina di Navarra        | Gastone IV di Foix        |  |  |       |  |  |                          |  |  |                        |  |
|                        |                        | Caterina di Navarra        | Gastone IV di Foix        |  |  |       |  |  |                          |  |  |                        |  |
|                        |                        | Caterina di Navarra        | Eleonora di Navarra       |  |  |       |  |  |                          |  |  |                        |  |
|                        |                        | Caterina di Navarra        |                           |  |  |       |  |  |                          |  |  |                        |  |